# Kazakhstan aux Deaflympics
Le Kazakhstan participe 4 fois aux Deaflympics d'été depuis 1997 et une fois aux Deaflympics d'hiver en 2015.

## Bilan général
L'équipe du Kazakhstan obtient 11 médailles des Deaflympics donc 1 or, 2 argent et 9 bronze.
| Année | Médaille d'or, Jeux olympiques | Médaille d'argent, Jeux olympiques | Médaille de bronze, Jeux olympiques | Total             | Rang              |
| 1997  | 1                              | 0                                  | 1                                   | 2                 | NC                |
| 2001  | N'a pas participé              | N'a pas participé                  | N'a pas participé                   | N'a pas participé | N'a pas participé |
| 2005  | 0                              | 0                                  | 1                                   | 1                 | 39e               |
| 2009  | 0                              | 0                                  | 1                                   | 1                 | 47e               |
| 2013  | 1                              | 0                                  | 0                                   | 1                 | 36e               |
| Total | 2                              | 0                                  | 3                                   | 5                 |                   |

| Année | Médaille d'or, Jeux olympiques | Médaille d'argent, Jeux olympiques | Médaille de bronze, Jeux olympiques | Total | Rang |
| 2015  | 0                              | 0                                  | 0                                   | 0     |      |
| Total | 0                              | 0                                  | 0                                   | 0     |      |